# (32475) 2000 SD234
2000 SD234 (asteroide 32475) é um asteroide troiano de Júpiter. Possui uma excentricidade de 0.09574130 e uma inclinação de 30.67336º.
Este asteroide foi descoberto no dia 21 de setembro de 2000 por LINEAR em Socorro.